# Glasgow Botanic Gardens
Glasgow Botanic Gardens is de naam van een botanische tuin in Glasgow. De tuin ligt aan de oever van de Kelvin.
De botanische tuin staat bekend om zijn broeikassen en zijn collecties planten uit tropische en gematigde streken. De bekendste broeikas is Kibble Palace, een smeedijzeren broeikas die uit het victoriaanse tijdperk stamt. In deze kas worden onder meer Australische boomvarens, Callistemon, Musa, Camellia-cultivars en soorten uit Rhododendron sect. Vireya gehouden.
Main Range of glasshouses is een victoriaans kassencomplex met een geraamte van hout. In deze broeikas worden onder meer Begonia, cactussen, tropische orchideeën (onder meer Dendrobium, Cattleya, Paphiopedilum, Cymbidium en Phragmipedium) en andere tropische planten (onder meer Bromeliaceae, Gesneriaceae, Piperaceae en nutsgewassen) gehouden.
In de buitenlucht worden onder meer struiken en bomen gehouden, waaronder een 200 jaar oude es, een groot exemplaar van Betula maximowiciana, meerdere eiken en exemplaren van Fagus. Tevens wordt er in de buitenlucht een collectie rozen gehouden.
De botanische tuin is aangesloten bij Botanic Gardens Conservation International, een non-profitorganisatie die botanische tuinen samen wil brengen in een wereldwijd samenwerkend netwerk om te komen tot het behoud van de biodiversiteit van planten.